# فاليري هارتونغ
فاليري هارتونغ (بالروسية: Гартунг, Валерий Карлович)‏ هو سياسي روسي، ولد في 12 نوفمبر 1960 في كوبيسك في روسيا. حزبياً، نشط في روسيا عادلة. وقد انتخب عضو مجلس الدوما.